# Mamoiada (singolo)
Mamoiada (o Mamojada) è un singolo del gruppo musicale sardo Tazenda, pubblicato nel 1991.

## Il singolo
Incluso nel loro secondo album Murales, Mamoiada è uno dei più grandi successi della band e punto fisso nella loro scaletta live per oltre due decenni.
Il brano è dedicato all'omonimo paese in provincia di Nuoro.
Il lato B del 45 giri, In sas nues tuas, è un particolare intreccio di influenze reggae, pop rock e musica sarda.

## Tracce
Testi e musiche di Gino Marielli.
Lato A
1. Mamoiada (Radio Edit) – 5:03

Lato B
1. In sas nues tuas – 4:20

## Formazione
Tazenda
- Andrea Parodi – voce
- Gigi Camedda – tastiera, fisarmonica, cori; voce in In sas nues tuas
- Gino Marielli – chitarra, cori

Altri musicisti
- Paolo Costa – basso
- Elio Rivagli – batteria, percussioni